# Chester (Dakota Południowa)
Chester – jednostka osadnicza w Stanach Zjednoczonych, w stanie Dakota Południowa, w hrabstwie Lake.